# Boschbrücke

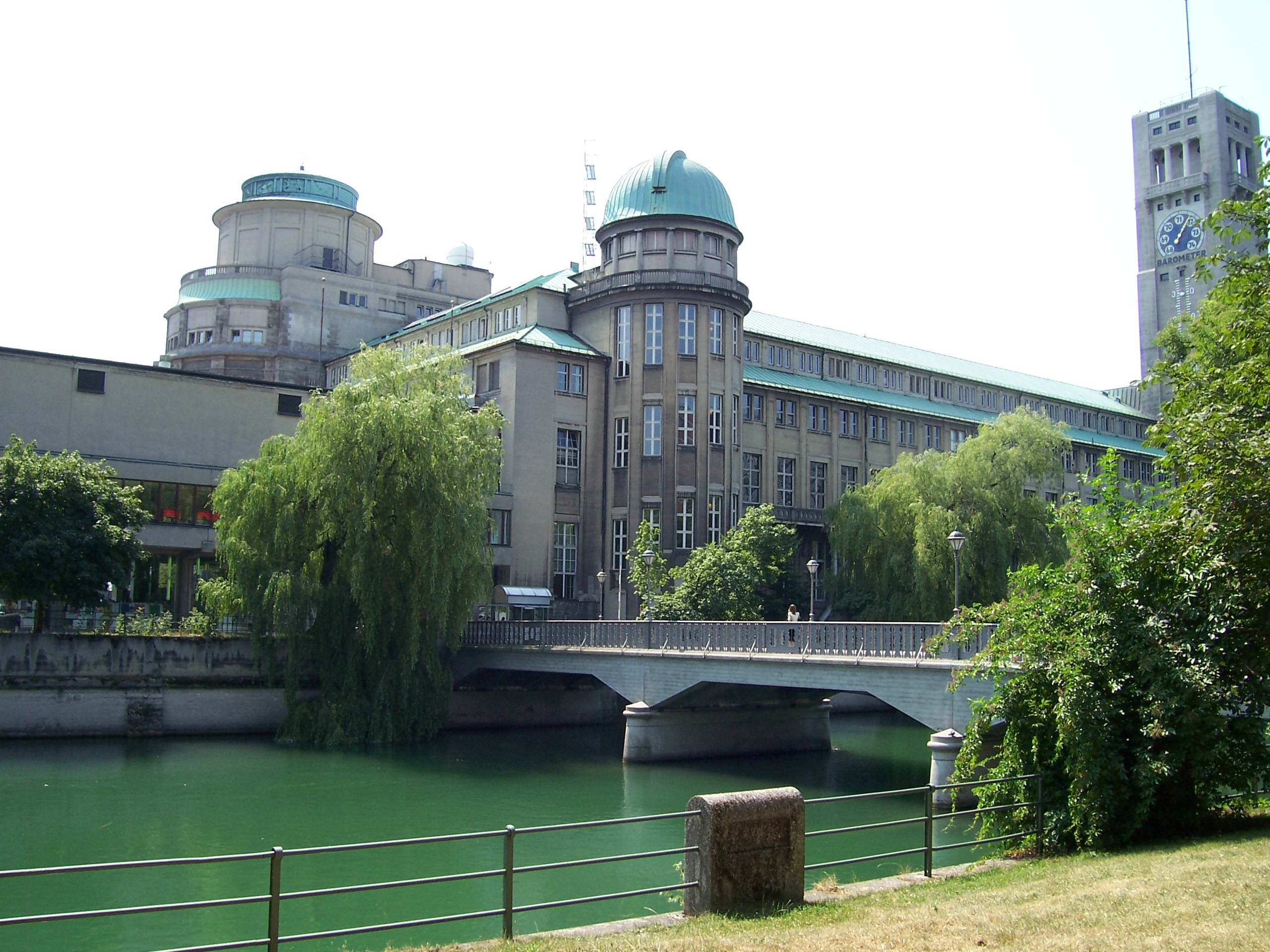
Boschbrücke vor dem Deutschen Museum

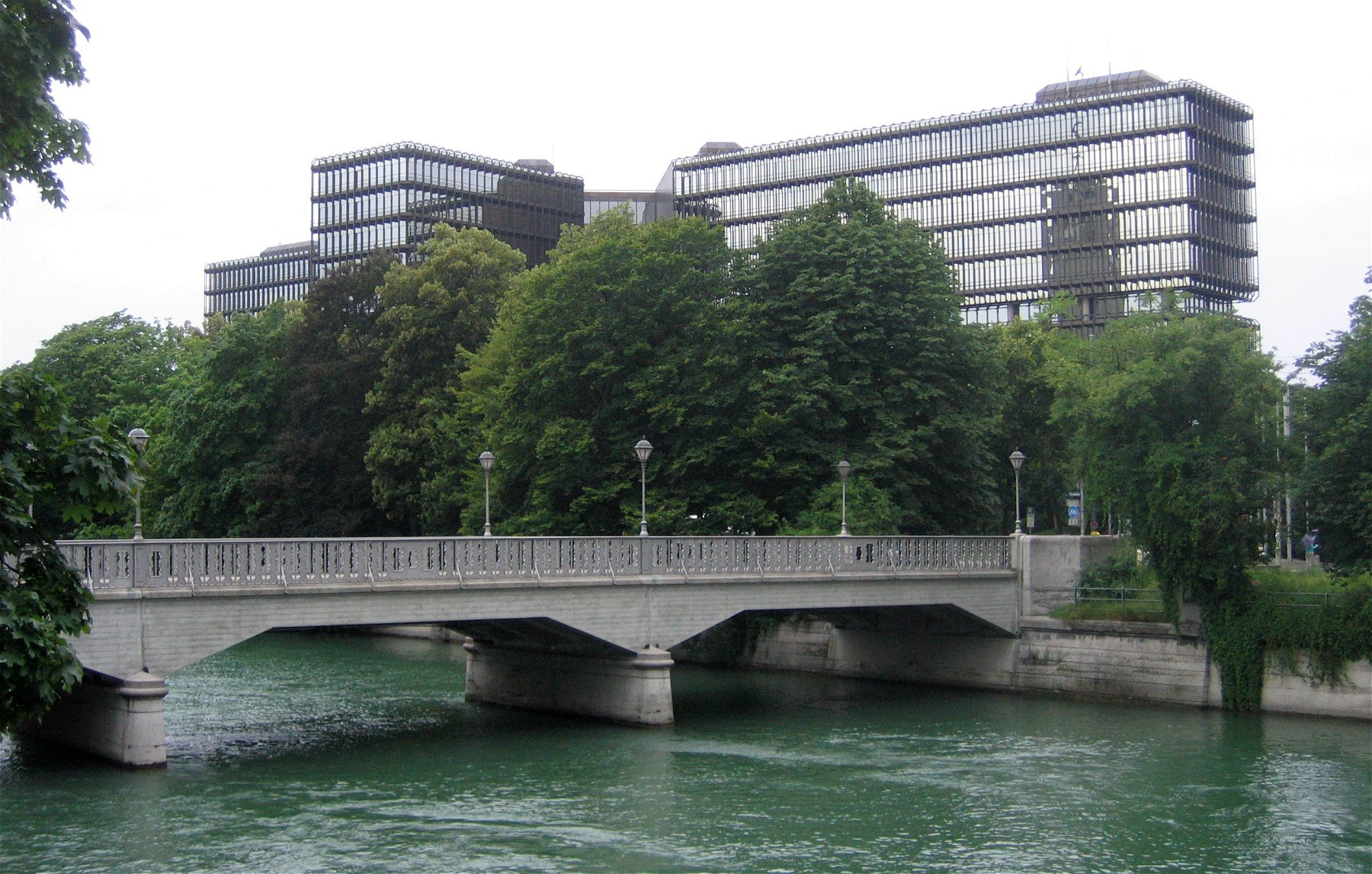
Boschbrücke mit dem Europäischen Patentamt

Die Boschbrücke ist eine Brücke über die Isar in München.
Die Brücke wurde im Jahr 1925 zur Eröffnung des Deutschen Museums gebaut und ist nach Johann Baptist Bosch (1873–1932), dem ehemaligen Leiter des Münchner Tiefbauamtes, benannt. Sie führt vom Westufer der Großen Isar auf die Museumsinsel mit dem Deutschen Museum. Von dort führt die Zenneckbrücke über die Kleine Isar weiter nach Osten. Westlich der Brücke liegt das Gebäude des Europäischen Patentamtes. Heute steht am Ufer der Isarvorstadt die Bismarckstatue aus rotem Sandstein, die ursprünglich zur Aufstellung im Deutschen Museum vorgesehen war.

## Denkmalschutz
Die Boschbrücke steht unter Denkmalschutz und ist unter dem Aktenzeichen D-1-62-000-1306 in der Denkmalliste des Bayerischen Landesamtes für Denkmalpflege erfasst.